# Belvedere (album)
Belvedere è il terzo album in studio del cantante italiano Galeffi, pubblicato il 20 maggio 2022 per l'etichetta Capitol Records/Universal Music.

## Tracce
1. Un sogno – 4:27
2. Dolcevita – 3:34
3. Asteroide – 3:17
4. Leggermente – 3:48
5. In questa casa – 4:10
6. San Francisco – 3:55
7. Cinema fantasia – 3:43
8. Divano nostalgia – 3:13
9. Tua sorella – 3:34
10. Appassire – 3:27
11. Due girasoli – 4:41
12. Malinconia mon amour – 4:31